# 小行星5299
小行星5299（5299 Bittesini）是一颗绕太阳运转的小行星，为主小行星带小行星。该小行星于1969年6月8日发现。

## 轨道参数
小行星5299的轨道半长轴为3.1135961 UA，离心率为0.069。